# Rosenegg (Adelsgeschlecht)

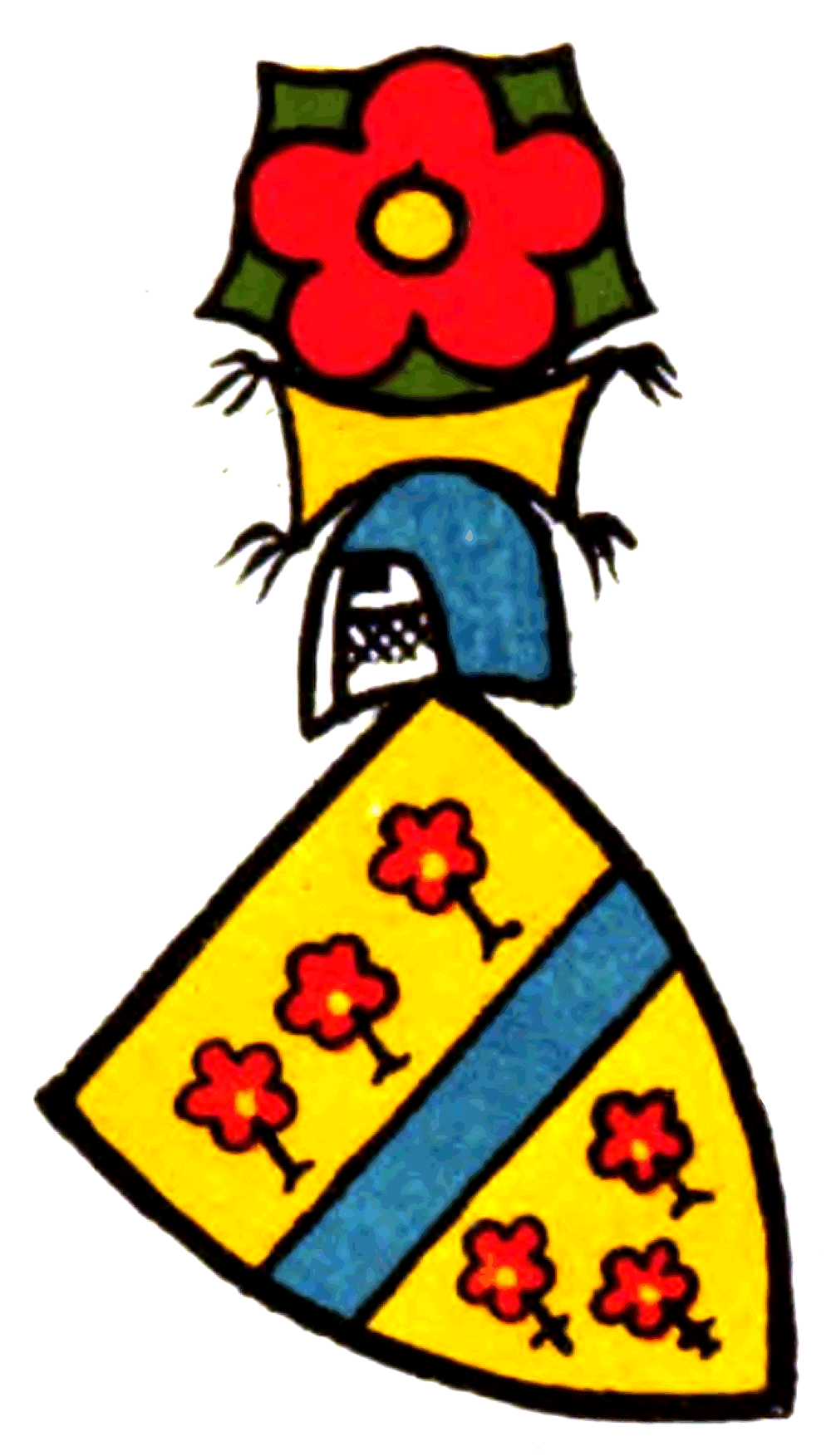
Wappen derer von Rosenegg in der Zürcher Wappenrolle

Die von Rosenegg waren ein süddeutsches Adelsgeschlecht, welches 1480 im Mannesstamm erlosch.

## Geschichte
Die Freiherrenfamilie von Rosenegg besaß vom 13. bis 15. Jahrhundert die Burg Rosenegg (heute Gemeinde Rielasingen-Worblingen),
einem Reichenauer Lehen, daneben Besitzungen im Hegau, im Thurgau, in Zürich und ab 1400 auch im Aargau. Die Rosenegg und die Klingen erscheinen in den Quellen oft im selben Zusammenhang und wie die Klingen verfügten die Rosenegg über Streubesitz entlang des Rheins, was ein Indiz für eine frühe Verbindung der beiden Familien sein mag. Heinrich (1248–1262) war 1252 an der Gründung des Klosters Feldbach beteiligt. Nachdem die Brüder Werner und Heinrich den Besitz geteilt hatten, gelangte Heinrichs Anteil über dessen Tochter an die Herren von Lupfen, die 1480 auch den übrigen Besitz erbten. Den Höhepunkt ihrer Macht erreichte die Familie in der zweiten Hälfte des 14. Jahrhunderts mit Johann, der 1362 österreichischer Landrichter in Konstanz und 1372 bis 1376 im Thurgau war und dessen Ehe mit einer von Tengen die Herrschaft Wartenfels bei Olten in den Familienbesitz brachte. Zwei seiner mutmaßlichen Söhne wirkten als Äbte, Werner 1385–1402 von Reichenau und Hugo 1402–1418 von Einsiedeln. Heinrich (1392–1443), Hauptmann der Gesellschaft Sankt Jörgenschild, und Hans ließen sich auf Wartenfels nieder. Aufgrund wirtschaftlichen Drucks war die Familie im 15. Jahrhundert zunehmend zur Liquidation von Teilen ihrer Besitzungen genötigt. Die Herrschaft Wartenfels erwarben 1458 die verschwägerten Bubenberg von Bern. Mit Hans’ gleichnamigem Sohn, der sich nach Stein am Rhein zurückzog, erlosch das Geschlecht 1480.

### Wappen

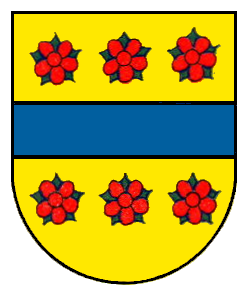
Wappen der Gemeinde Rielasingen

In Gold ein blauer Balken, begleitet von sechs (oben drei balkenweise, unten drei, 2:1) golden besamten, roten Rosen mit schwarzem Stiel. Auf dem Helm mit blauer Helmdecke eine golden besamte rote Rose mit grünen Kelchblättern auf goldenem Kissen mit schwarzen Troddeln.